# Велдер (Техас)
Велдер (англ. Waelder) — місто (англ. city) в США, в окрузі Ґонсалес штату Техас. Населення — 933 особи (2020).

## Географія
Велдер розташований за координатами 29°41′40″ пн. ш. 97°17′52″ зх. д. / 29.69444° пн. ш. 97.29778° зх. д. (29.694496, -97.297848).  За даними Бюро перепису населення США в 2010 році місто мало площу 3,33 км², з яких 3,31 км² — суходіл та 0,02 км² — водойми.

## Демографія
Згідно з переписом 2010 року, у місті мешкало 1065 осіб у 362 домогосподарствах у складі 255 родин. Густота населення становила 320 осіб/км².  Було 443 помешкання (133/км²).
Расовий склад населення:
| - 50,2 % — білих - 13,3 % — чорних або афроамериканців - 1,2 % — корінних американців - 33,2 % — осіб інших рас |

До двох чи більше рас належало 2,0 %. Частка іспаномовних становила 77,6 % від усіх жителів.
За віковим діапазоном населення розподілялося таким чином: 26,9 % — особи молодші 18 років, 63,7 % — особи у віці 18—64 років, 9,4 % — особи у віці 65 років та старші. Медіана віку мешканця становила 33,9 року. На 100 осіб жіночої статі у місті припадало 110,5 чоловіків;  на 100 жінок у віці від 18 років та старших — 120,1 чоловіків також старших 18 років.
Середній дохід на одне домашнє господарство  становив 39 498 доларів США (медіана — 33 947), а середній дохід на одну сім'ю — 43 412 долари (медіана — 38 167). За межею бідності перебувало 16,5 % осіб, у тому числі 23,1 % дітей у віці до 18 років та 12,6 % осіб у віці 65 років та старших.
Цивільне працевлаштоване населення становило 563 особи. Основні галузі зайнятості: виробництво — 36,4 %, сільське господарство, лісництво, риболовля — 14,7 %, науковці, спеціалісти, менеджери — 11,9 %.